# Мелле (Италия)
Мелле (итал. Melle) — коммуна в Италии, располагается в регионе Пьемонт, в провинции Кунео.
Население составляет 326 человек (2008 г.), плотность населения составляет 12 чел./км². Занимает площадь 28 км². Почтовый индекс — 12020. Телефонный код — 0175.
Покровителем коммуны почитается святой Лазарь. День празднования — 11 августа.

## Демография
Динамика населения:

## Администрация коммуны
- Официальный сайт: http://www.comune.melle.cn.it/